# 深井一希
深井 一希（ふかい かずき、1995年3月11日 - ）は、北海道札幌市手稲区生まれ、東区出身のプロサッカー選手。Jリーグ・北海道コンサドーレ札幌所属。ポジションはミッドフィールダー（MF）。
北海道十勝スカイアース所属の深井祐希は実弟。

## 来歴

### プロ入り前
小学校1年生でサッカーを始め、地元コンサドーレ札幌ユースU-12に入団。札幌U-15昇格後は2008年にJFAエリートプログラムU-13トレーニングキャンプメンバーに選ばれるなど早くから頭角を現し、2009年には高円宮杯U-15選手権大会で準優勝を収める原動力となった。
2010年、U-16日本代表にコンスタントに招集されるようになるとAFC U-16選手権2010にも全試合に先発出場するなど世代別代表でも主力として活躍した。
2011年のプレミアリーグイーストでは優勝に貢献。U-17日本代表にも選出され2011 FIFA U-17ワールドカップでは主力メンバーとしてベスト8入りに貢献した。また、U-18日本代表にも飛び級で招集され2011SBSカップ国際ユースサッカー、AFC U-19選手権2012予選などに出場した。
2012年はプレミアリーグイーストで2位の成績を収め、第20回Jリーグユース選手権大会で優勝を果たしたが、自身は負傷の為多くの試合を欠場した。

### 北海道コンサドーレ札幌
2012年11月18日、中原彰吾、永坂勇人、堀米悠斗、神田夢実、阿波加俊太と共に2013年以降のトップチームへの昇格が発表された。2013年、前年で引退した芳賀博信から背番号18を引き継いだ。ユース時代の実績もあってボランチの主軸を担える選手として期待も大きく、前年からの負傷の影響で開幕戦の出場こそ逃したものの3月20日J2第4節松本戦で公式戦初先発初出場を果たす。以降は河合竜二、上里一将、宮澤裕樹、堀米悠斗とポジションを争いながらプロ1年目にして19試合に出場。9月にはAFC U-19選手権2014予選メンバーとしてU-18日本代表に選出された。11月15日の練習中に左膝前十字靭帯断裂の重傷を負い、全治8ヶ月と診断された。
2014年、復帰から僅か1ヶ月後に逆足の右膝前十字靭帯断裂の大怪我を負う。 
2017年、自身初のJ1となった開幕からボランチの定位置を確保するが、第5節ヴァンフォーレ甲府戦の前半14分に負傷し負傷交代を余儀なくされ、左膝前十字靭帯断裂と半月板損傷の診断を下されてしまい、シーズンを棒に振る。
2018年、1月の沖縄キャンプで復帰すると ミハイロ・ペトロヴィッチ新監督の下、開幕からスタメンの座を掴み、一年を通して離脱することなくチーム最高のJ1リーグ4位に貢献した。
2019年、リーグ戦では33試合に出場してそのうち20試合で90分フル出場した。またクラブ初となる川崎フロンターレとのJリーグ杯の決勝戦では、後半アディショナルタイム5分のラストプレーとなるコーナーキックに頭でたたき込んで土壇場で同点にし、延長も含めて120分走り切った。
2020年、リーグ戦序盤はスタメン出場が続くも、途中ケガによって出場機会を失う。しかし終盤で回復しスタメンに復帰すると、第33節の大分トリニータ戦では鋭いスルーパスでアシスト、最終第34節の浦和レッズ戦では90分で両チーム1位となる約12.2kmの走行距離で勝利に貢献した。
2022年9月15日のトレーニング中に負傷し、右膝前十字靭帯断裂と診断された。プロ入り後、前十字じん帯断裂は4度目。
2023年5月24日、ルヴァンカップグループステージ第5節・横浜F・マリノス戦で復帰し、255日ぶりの公式戦出場を果たした。この復帰までの過程はJリーグ公式YouTubeチャンネルで配信された。また同試合では横浜FMの宮市亮も深井と同じ前十字靭帯断裂の怪我から301日ぶりに実戦復帰している。
10月20日のトレーニング中に患部が悪化し、11月11日に右膝前十字靱帯損傷、右膝内側半月板損傷、右膝軟骨損傷と発表された。右膝の手術を受け、2度の左膝手術と合わせ、膝の手術は5度目となった。
2024年9月8日、ルヴァンカップ準々決勝・横浜FM戦で351日ぶりに公式戦復帰を果たす。

## 所属クラブ
- コンサドーレ札幌ユース・U-12(札幌市立苗穂小学校)
- コンサドーレ札幌ユース・U-15(札幌市立明園中学校)
- コンサドーレ札幌U-18（札幌拓北高等学校）
- 2013年 -  コンサドーレ札幌

## 個人成績
| 国内大会個人成績 | 国内大会個人成績 | 国内大会個人成績 | 国内大会個人成績 | 国内大会個人成績 | 国内大会個人成績 | 国内大会個人成績 | 国内大会個人成績 | 国内大会個人成績 | 国内大会個人成績 | 国内大会個人成績 | 国内大会個人成績 |
| 年度             | クラブ           | 背番号           | リーグ           | リーグ戦         | リーグ戦         | リーグ杯         | リーグ杯         | オープン杯       | オープン杯       | 期間通算         | 期間通算         |
| 年度             | クラブ           | 背番号           | リーグ           | 出場             | 得点             | 出場             | 得点             | 出場             | 得点             | 出場             | 得点             |
| 日本             | 日本             | 日本             | 日本             | リーグ戦         | リーグ戦         | リーグ杯         | リーグ杯         | 天皇杯           | 天皇杯           | 期間通算         | 期間通算         |
| ---------------- | ---------------- | ---------------- | ---------------- | ---------------- | ---------------- | ---------------- | ---------------- | ---------------- | ---------------- | ---------------- | ---------------- |
| 2013             | 札幌             | 18               | J2               | 19               | 0                | -                | -                | 0                | 0                | 19               | 0                |
| 2014             | 札幌             | 18               | J2               | 3                | 0                | -                | -                | 1                | 0                | 4                | 0                |
| 2015             | 札幌             | 18               | J2               | 15               | 0                | -                | -                | 1                | 0                | 16               | 0                |
| 2016             | 札幌             | 8                | J2               | 25               | 0                | -                | -                | 0                | 0                | 25               | 0                |
| 2017             | 札幌             | 8                | J1               | 5                | 0                | 0                | 0                | 0                | 0                | 5                | 0                |
| 2018             | 札幌             | 8                | J1               | 28               | 2                | 0                | 0                | 0                | 0                | 28               | 2                |
| 2019             | 札幌             | 8                | J1               | 33               | 2                | 5                | 1                | 0                | 0                | 38               | 3                |
| 2020             | 札幌             | 8                | J1               | 20               | 0                | 1                | 0                | -                | -                | 21               | 0                |
| 2021             | 札幌             | 8                | J1               | 21               | 2                | 4                | 1                | 0                | 0                | 25               | 3                |
| 2022             | 札幌             | 8                | J1               | 23               | 2                | 4                | 1                | 1                | 0                | 28               | 3                |
| 2023             | 札幌             | 8                | J1               | 8                | 0                | 4                | 1                | 1                | 1                | 13               | 2                |
| 2024             | 札幌             | 8                | J1               | 3                | 0                | 1                | 0                | 0                | 0                | 4                | 0                |
| 2025             | 札幌             | 8                | J2               |                  |                  |                  |                  |                  |                  |                  |                  |
| 通算             | 日本             | 日本             | J1               | 141              | 8                | 19               | 4                | 2                | 1                | 158              | 13               |
| 通算             | 日本             | 日本             | J2               | 62               | 0                | -                | -                | 2                | 0                | 64               | 0                |
| 総通算           | 総通算           | 総通算           | 総通算           | 203              | 8                | 19               | 4                | 4                | 1                | 226              | 13               |

- Jリーグ初出場 - 2013年3月20日 J2第4節 松本山雅FC戦（札幌ドーム）
- Jリーグ初得点 - 2018年3月2日 J1第2節 セレッソ大阪戦（キンチョウスタジアム）

## タイトル

### チーム
北海道コンサドーレ札幌
- J2リーグ（2016年）

## 代表歴
- U-16日本代表
  - AFC U-16選手権2010
- U-17日本代表
  - 2011 FIFA U-17ワールドカップ
- U-18日本代表
  - AFC U-19選手権2012 (予選)